# Segundo de Non
Segundo de Non, em latim Segundus, também conhecido como Segundo ou Segundino de Trento (Trento, março de 612), foi um monge e historiador de origem românica que viveu entre os lombardos.

## Biografia
Assimilado aos lombardos, embora de origem românica, o abade Segundo foi ativo junto à corte real no tempo do rei Agilulfo e da rainha Teodolinda. Na igreja de São João, em Monza, em 603, batizou o herdeiro do trono Adaloaldo, o primeiro rei lombardo a ser batizado conforme o rito católico e não conforme o ariano. Provavelmente, porém, o monge seguiu a variante tricapitolina, à qual havia aderido em vez da romana, embora a rainha-mãe fosse católica fervorosa, em correspondência com o papa Gregório Magno
Foi também historiador dos lombardos, autor de uma Succinta de Langobardorum gentis historiola, do qual restou somente um fragmento de doze linhas  que foi fonte da Historia Langobardorum de Paulo, o Diácono. O próprio Paulo faz referência à crônica de Segundo, quando anota com estupor como este tinha negligenciado a grande vitória reportada por Autário sobre os francos em 588 e fornece a indicação de sua morte, colocando-a no mês de março do ano no qual uma incursão dos eslavos devastou a Ístria (612)..